# Тиоцианат кобальта(II)
Тиоцианат кобальта(II) — неорганическое соединение, соль металла кобальта и роданистой кислоты с формулой Co(SCN)2,
жёлто-коричневые кристаллы
растворяется в воде,
образует кристаллогидраты — фиолетово-красные кристаллы.

## Получение
- Действие тиоцианата бария на сульфат кобальта:

{\displaystyle {\mathsf {CoSO_{4}+Ba(SCN)_{2}\ {\xrightarrow {}}\ Co(SCN)_{2}+BaSO_{4}\downarrow }}}

## Физические свойства
Тиоцианат кобальта(II) образует кристаллогидраты состава Co(SCN)2•n H2O, где n = 3, 4.

## Химические свойства
- С тиоцианатами щелочных металлов образует тетра-, пента- и гексатиоцианатокобальтаты(II) состава K2[Co(SCN)4], Na3[Co(SCN)5], Cs4[Co(SCN)6].